# Adenomus kandianus
Adenomus kandianus — земноводное из рода Adenomus семейства жаб. Эндемик Шри-Ланки. Это высокогорный вид, известный только из нескольких местонахождений. Видовое название kandianus означает «из Канди» и, по-видимому, предполагает, что типовой материал был собран недалеко от города Канди.

## Повторное открытие
Поскольку с 1872 года не было никаких записей об этом виде, он был внесен в список МСОП как вымерший в 2004 году. Однако в июне 2012 года было объявлено, что почти тремя годами ранее, в октябре 2009 года, этот вид был заново открыт в заповеднике Пик Уайлдернесс на Шри-Ланке. В свете открытия вид был переклассифицирован в 2012 году как находящийся под угрозой исчезновения в Красном списке исчезающих видов МСОП. Еще одна сохранившаяся популяция была обнаружена в 2014 году в лесном заповеднике Пидуруталагала.

## Внешний вид и строение
Длина взрослых самцов составляет 30-35 мм, а взрослых самок — 40-45 мм. Околоушные железы относительно длинные, что является единственным морфологическим признаком, который отличает Adenomus kandianus от Adenomus kelaartii с более короткими околоушными железами. Барабанная перепонка погружена в голову и плохо видна. Пальцы задних лап частично или полностью перепончатые; частично перепончатые морфы были описаны как отдельный вид, Adenomus dasi, но поскольку морфы демонстрируют незначительные генетические различия, A. dasi больше не признается отдельным видом. Пальцы на передних лапах лишены перепонок.
Спина желтовато-коричневая, голова более красноватая по сравнению с телом. Вдоль позвоночника проходит тонкая золотистая полоска. Околоушные железы шоколадного или тёмно-коричневого цвета. Губы с чёрными и золотыми точками. На спине может присутствовать рисунок бугорков в форме песочных часов.
Головастик имеет относительно длинное тело (39 % от общей длины). Тело уплощённое и широкое в передней части, на нем располагается брюшная присоска, покрывающая более половины тела. Глаза выпуклые.

## Среда обитания
Adenomus kandianus известен из горных туманных лесов и тропических влажных лесов в горных ручьях и вблизи них на высоте 1100—1879 м над уровнем моря. Головастики развиваются в ручьях.